# Ashgillien
 (novembre 2023).
Si vous disposez d'ouvrages ou d'articles de référence ou si vous connaissez des sites web de qualité traitant du thème abordé ici, merci de compléter l'article en donnant les références utiles à sa vérifiabilité et en les liant à la section « Notes et références ».
| Silurien                                            | Llandovérien | Rhuddanien  | plus récent    |
| Ordovicien                                          | supérieur    | Hirnantien  | 445.2 – 443.1  |
| Ordovicien                                          | supérieur    | Katien      | 452.8 – 445.2  |
| Ordovicien                                          | supérieur    | Sandbien    | 458.2 – 452.8  |
| Ordovicien                                          | moyen        | Darriwilien | 469.4 – 458.2  |
| Ordovicien                                          | moyen        | Dapingien   | 471.3 – 469.4  |
| Ordovicien                                          | inférieur    | Floien      | 477.1 – 471.3  |
| Ordovicien                                          | inférieur    | Trémadocien | 486.85 – 477.1 |
| Cambrien                                            | Furongien    | Étage 10    | plus ancien    |
| Subdivision de l'Ordovicien selon l'ICS, août 2018. |              |             |                |

L’Ashgillien était le dernier étage géologique de l'Ordovicien supérieur ou Bala, dans l'ère Paléozoïque. Cet étage est aujourd'hui considéré comme obsolète. Il correspond à deux étages acceptés :
- la totalité de l'Hirnantien
- une partie du Katien.

L'Ashgillien devait son nom au village d'Ashgill (en) en Écosse. 
Il s'étendait de 449 à 443,7 ± 1,5 Ma et faisait suite au Caradocien (également obsolète). 
Il comprenait les âges :
- Hirnantien
- Rawteyen
- Cautleyen
- Pusgillien

Pendant l'Ashgillien se sont déposés les quartzites de Hamra (plate-forme saharienne). C'est le principal réservoir de l'Ordovicien supérieur produisant essentiellement par fracturation. L'environnement des dépôts demeure mal connu en raison de leur silicification intense, ne laissant apparaître que très rarement les figures sédimentaires.